# باشگاه فوتبال فلومیننزه
باشگاه فوتبال فلومیننزه (به پرتغالی: Fluminense FC) یک باشگاه فوتبال در شهر ریو دوژانیرو، برزیل است.
باشگاه فوتبال فلومیننزه یک باشگاه چند رشته‌ای برزیلی مستقر در محله لارنجیراس، واقع در منطقه جنوبی شهر ریودوژانیرو، پایتخت ایالتی به همین نام است. این باشگاه که در ۲۱ ژوئیه ۱۹۰۲ تأسیس شد، فعالیت اصلی آن فوتبال است و مسابقات خود را در ورزشگاه ماراکانا برگزار می‌کند. قهرمان ریو دو ژانیرو، لیگ اصلی ایالت ریو دو ژانیرو، و همچنین مسابقات ریو-سائوپائولو، لیگ دسته اول فوتبال برزیل، کوپا دو برزیل، قهرمان سری آ برزیل، مسابقات اصلی ملی، رکوپا سودامریکانا، کوپا لیبرتادورس دا آمریکا، مسابقات اصلی قاره‌ای، کوپا ریو، یک رقابت رسمی بین کنفدراسیونی توسط فیفا، همچنین از سال ۲۰۰۰ در مسابقات مدرن سازماندهی شده توسط بالاترین نهاد بین‌المللی فوتبال مشارکت داشته و در سال ۲۰۲۳ نایب قهرمان جهان و در سال ۲۰۲۵ مقام چهارم را کسب کرده است. این تیم که در سال ۱۹۴۹ توسط ژول ریمه، رئیس فیفا، به عنوان «کامل‌ترین سازمان ورزشی جهان» منصوب شد، اخیراً فیفا، از طریق رئیس خود، جوزف بلاتر، در مراسم ۱۱۲ سالگرد تأسیس فلومیننزه در سال ۲۰۱۴، از اهمیت آن به عنوان «غول و پیشگام» ستایش کرد.

## افتخارات
- سری آ برزیل (۴): ۱۹۷۰، ۱۹۸۴، ۲۰۱۰، ۲۰۱۲
- جام حذفی فوتبال برزیل (۱): ۲۰۰۷
- قهرمانی کاریوکا (۳۳): ۱۹۰۶, ۱۹۰۷, ۱۹۰۸, ۱۹۰۹, ۱۹۱۱, ۱۹۱۷, ۱۹۱۸, ۱۹۱۹, ۱۹۲۴, ۱۹۳۶, ۱۹۳۷, ۱۹۳۸, ۱۹۴۰, ۱۹۴۱, ۱۹۴۶, ۱۹۵۱, ۱۹۵۹, ۱۹۶۴, ۱۹۶۹, ۱۹۷۱, ۱۹۷۳, ۱۹۷۵, ۱۹۷۶, ۱۹۸۰, ۱۹۸۳, ۱۹۸۴, ۱۹۸۵, ۱۹۹۵, ۲۰۰۲, ۲۰۰۵, ۲۰۱۲, ۲۰۲۲, ۲۰۲۳
- جام لیبرتادورس (۱): ۲۰۲۳
- کوپا ریو (بین‌المللی) (۱): ۱۹۵۲
- رکوپا سودامریکانا (۱): ۲۰۲۴
- تورنمنت ریو-سائو پائولو (۲): ۱۹۵۷، ۱۹۶۰
- Primeira Liga (۱): ۲۰۱۶
- جام کیرین (۱): ۱۹۸۷

## بازیکنان برجسته
- روماریو
- رونالدینیو
- تیاگو سیلوا
- مارسلو
- دکو
- فرد (بازیکن فوتبال، زاده ۱۹۸۳)
- فیلیپه ملو
- فابیو دیوسون لوپز
- داگلاس کاستا
- رناتو آگوستو